# Ращани (община Битоля)
Вижте пояснителната страница за други значения на Ращани.
Ращани (на македонска литературна норма: Раштани) е село в община Битоля на Северна Македония.

## География
Селото се намира в областта Пелагония, на 3 km северно от Битоля. Близостта до Битоля прави селото на практика квартал на общинския център.

## История
На рида Кале южно над селото има средновековна крепост.
Народната етимология обяснява името на селото от многото храсти там, поради което на жителите му викали расяни, променено по-късно в ращани.
В XIX век Ращани е село в Битолска кааза на Османската империя. Според статистиката на Васил Кънчов („Македония. Етнография и статистика“) от 1900 година Ращани има 90 жители, всички българи християни.
На Етнографската карта на Битолския вилает на Картографския институт в София от 1901 година Ращани е чисто българско село в Битолската каза на Битолския санджак със 7 къщи.
Цялото население на селото е под върховенството на Българската екзархия. По данни на секретаря на екзархията Димитър Мишев („La Macédoine et sa Population Chrétienne“) в 1905 година в Ращани има 120 българи екзархисти.
Според преброяването от 2002 година селото има 396 жители самоопределили се както следва:
| Националност     | Всичко |
| северномакедонци | 391    |
| албанци          | 0      |
| турци            | 0      |
| роми             | 0      |
| власи            | 3      |
| сърби            | 0      |
| бошняци          | 0      |
| други            | 2      |

Църквата в селото е „Свети Никола“.

## Личности
Починали в Ращани
- Сава Илчев Илчев, български военен деец, поручик, загинал през Първата световна война[7]